# بخش جمو
بخش جمو (به انگلیسی: Jammu district) یک بخش در هند است که در بخش جامو واقع شده‌است. بخش جمو ۳٬۰۹۷ کیلومتر مربع مساحت و ۱٬۵۲۹٬۹۵۸ نفر جمعیت دارد.